# Rozhledna Zdenička

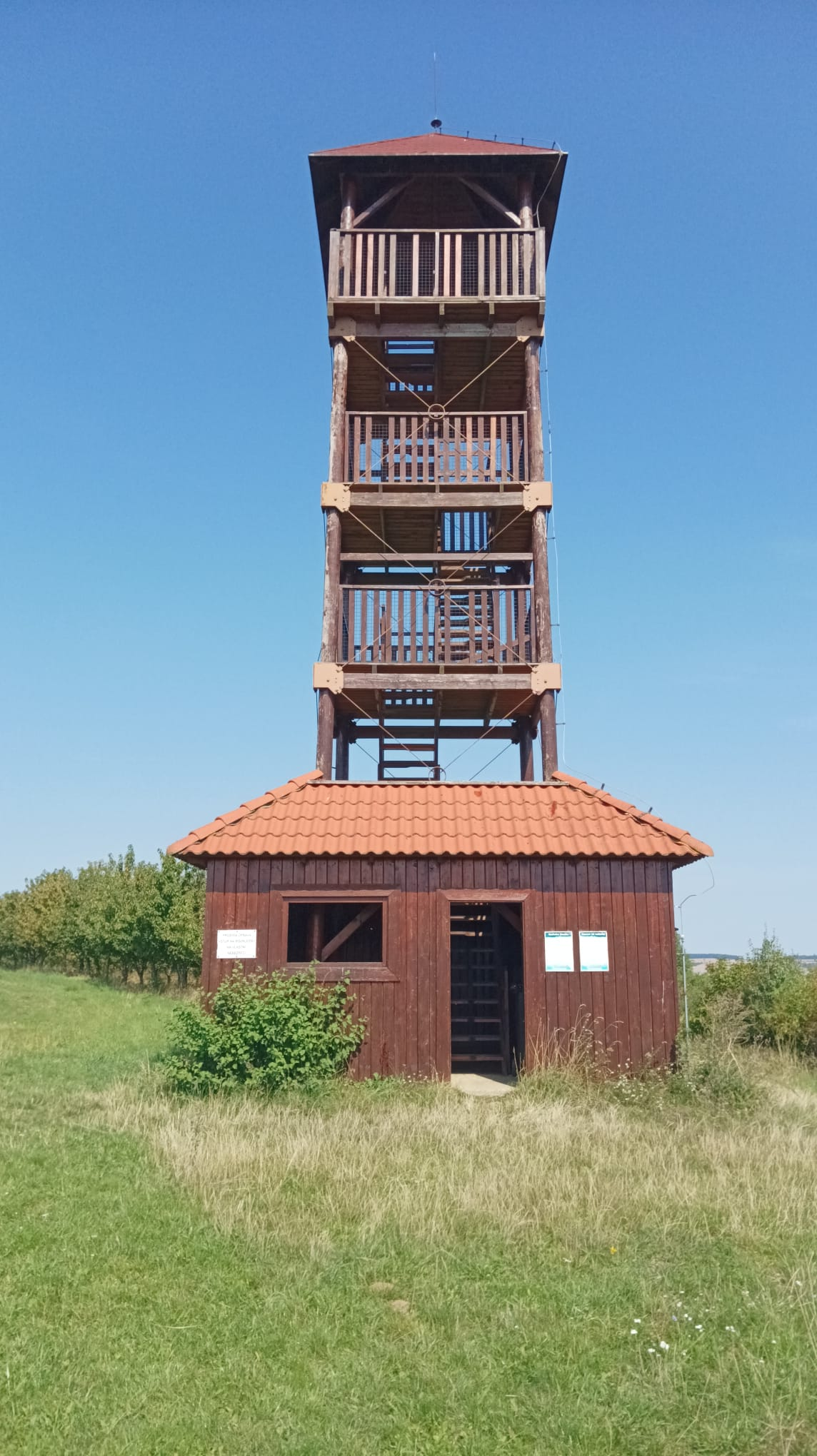
Celkový pohed na rozhednu (léto 2023)

Rozhledna Zdenička se nachází na nejvyšším bodě hipodromu (areálu) Gruntu Galatík (v nadmořské výšce 305 metrů) nedaleko vesnice Těšánky (část obce Zdounky) v okrese Kroměříž. Za příznivého počasí veřejnosti volně přístupná dřevěná rozhledna čtvercového půdorysu o celkové výšce 15 metrů disponuje (po zdolání 48 schodů) ve výšce 12 metrů od paty v pořadí třetí zastřešenou vyhlídkovou plošinou skýtající panoramatické kruhové výhledy na vršky Chřibů (s kamennou rozhlednou Brdo), Hostýnské vrchy i na 12 km na severovýchodě vzdálené město Kroměříž.

## Historie
Provozovatelem rozhledny je Grunt Galatík. Rozhledna byla pojmenována po matce majitele rekreačního a jezdeckého areálu Zdeňce Galatíkové. Ta se o její budování zajímala, ale slavnostního otevření rozhledny se již nedočkala. Objekt rozhledny byl zbudován na základě iniciativy místní akční skupiny (MAS) nadšenců z občanského sdružení Hříběcí hory o.s.. Rozhledna vznikla v rámci budování hipostezek v projektech: „Po formanských stezkách“, „Křížem krážem Moštěnkou“ a „Hříběcími horami“. Kromě MAS Hříběcí hory o.s. spolupracovala na těchto projektech i MAS Partnerství Moštěnka a finančně se na budování hipostezek a jejich příslušenství (včetně rozhleden) podílela i Evropská unie a figurovaly zde i prostředky z programu rozvoje venkova LEADER. Rozhledna Zdenička byla stavebně dokončena na podzim roku 2011 a objekt byl slavnostně otevřen a zpřístupněn veřejnosti na začátku turistické sezóny 17. března 2012.

## Dostupnost
Rozhledna Zdenička je přístupná po strmých polních cestách od lokality nazývané Koláčkův mlýn (na silnici spojující Roštín a Těšánky) pěší chůzí ve vzdálenosti asi 1,5 km. Další možností je použít naučnou stezku Těšánky, která je vybavena několika odpočívadly, začíná u Koláčkova mlýna (parkoviště) a po 1,8 km pěší chůze je již rozhledna Zdenička (Z této naučné stezky vede též odbočka na rozhlednu u vesnice Lebedov.) Třetí trasa k rozhledně Zdenička začíná na parkovišti u Gruntu Galatík, pokračuje kolem repliky vodního mlýna a po obejití rybníčku stoupá cesta do prudšího kopce. Na kopci je nutno odbočit doleva a rozhledna je posléze vidět po levé straně (délka této trasy je asi 2 km). Kousek pod rozhlednou je malé travnaté parkoviště (lze sem dojet na horském jízdním kole). U rozhledny není žádný stánek s občerstvením. 

## Další cíle
V okolí rozhledny Zdenička se nacházejí i další turistické cíle: replika vodního mlýna s krytou lávkou v areálu rekreačního dvora v Těšánkách (cca 600 m severovýchodně směrem od rozhledny Zdenička) a dřevěná, 9 metrů vysoká rozhledna z roku 2015 u vesnice Lebedov připomínající větrný mlýn (cca 600 m jihovýchodně směrem od rozhledny Zdenička). I tato rozhledna vznikla z iniciativy místního sdružení Hříběcí hory o.s..